# يوجين هيرلي
يوجين هيرلي (بالإنجليزية: Daniel Eugene Hurley)‏ هو كاهن كاثوليكي أسترالي، ولد في 21 أبريل 1940 في Orroroo, South Australia ‏ في أستراليا.